# Лосар
Лосар (Losar, тиб. ལོ་གསར་, lo gsar [Архівовано 24 лютого 2012 у Wayback Machine.]) або «тибетський новий рік» — найважливійше свято в Тибеті.
Так само як і китайський новий рік, лосар святкується 15 днів, головні події відбуваються протягом перших трьох днів. На перший день лосару готується напій чанґкол (сорт тибетського пива). Другий день лосару є головним і відомий як «королівський лосар» (gyalpo losar). Зазвичай перед лосаром триває п'ятиденна церемонія пхурба або ваджракілья.
Хоча лосар часто припадає на ті ж самі дні, що й китайський новий рік, зазвичай ці свята не ототожнюють, вважаючи їх частинами різних традицій (інколи вони святкуються з інтервалом від одного дня до одного місяця), попри те, що тибетці перейняли деякі китайські традиції. Проте свято вважається пов'язаним із монгольським святом цаґаан сар, що збігається з китайським новим роком.
Лосар також широко святкується в Бутані та Сіккімі, хоча різні райони цих територій мають свої святкування нового року. Непальський новий рік також відомий як лосар або лхочаар.